# Aedes dmitryi
Aedes dmitryi är en tvåvingeart som beskrevs av Gornostaeva 2005. Aedes dmitryi ingår i släktet Aedes och familjen stickmyggor. Inga underarter finns listade i Catalogue of Life.